# Munsalaradikalismen
Munsalaradikalismen eller  Munsalasocialismen var en politisk och ideell rörelse som uppträdde i den före detta österbottniska kommunen Munsala. Den mångfasetterade Munsalaradikalismen innefattade såväl en perifer antiöverhetsrörelse och en politisk radikalism som arbete för fred, folkbildning och nykterhet. Rörelsen hade dels sina rötter i den radikala pietismen och senare baptismen som svepte fram över trakten på 1800-talet, i en lokal bildningstradition grundad av Anders Svedberg som inrättade landskapets första svenska folkskola, samt i de socialistiska idéer som hemvändande emigranter strax efter sekelskiftet 1900 förde med sig till hembygden.
Munsalasocialisterna, av vilka många var starka ledarpersonligheter (Munsalaborna Jakob Näs och Otto Andersson satt i lantdagen respektive riksdagen), organiserade sig fram till 1941 som en socialdemokratisk lokalavdelning, men återfanns efter andra världskriget huvudsakligen i det folkdemokratiska lägret. Efter andra världskriget sökte sig många munsalaradikaler åter till den religiösa väckelsen; det vill säga Jehovas vittnen.
Munsala fredsförening, som åren före vinterkriget var störst i landet, bidrog till att anslutningen till de så kallade skogsgardisterna blev stor i bygden under fortsättningskrigets sista år. Också 1918 hade Munsalabor flytt undan kriget till Sverige. Ett centrum för de många aktiviteter som sammanfattats inom begreppet Munsalaradikalismen var Andelslaget folkets hus i byn Storsved.
På 1970-talet började Munsalaradikalismen dö ut. Orsaker till detta hittas i det ökade välstånd som bland annat pälsnäringen fört med sig och förbättrade möjligheter till utbildning som förde ungdomen bort från bygden.